# EKH
EKH (   – Kuća Ernsta Kirhvegera) je zgrada u Beču, koja je 23. juna 1990. skvotirana i pretvorena u međunarodni, multikulturni, antifašistički centar, koji udomljuje emigrante, izbeglice, lokalne aktiviste i političke grupe. 
Zgrada je izgrađena 1920-ih kao škola za radnice i radnike iz Češke i Slovačke. 1945. prelazi u vlasništvo Komunističke partije Austrije. U vreme kada su je zauzeli autonomeni i turski aktivisti, veći deo zgrade je već godinama bio van upotrebe. Kuća je nazvana po antifašisti i preživelom logorašu Ernstu Kirhvageru, koji je ubijen 1965. godine tokom demonstracija protiv neo-nacističkog profesora Tarasa Borodajkeviča, bivšeg člana Nacističke partije.
2004. je vlasnik kuće, Komunistička partija Austrije, prodala EKH agenciji za trgovinu nekretninama. Skvoterima je pretilo iseljenje, ali posle mnogo protesta i akcija, agencija je prodala zgradu bečkoj opštini jula 2005. i pretnja iseljenjem je, za sada, prošla. 
U EKH-u se nalaze mnoge nezavisne i autonomne organizacije i inicijative, među kojima i organizacija za pružanje utočišta emigrantima, infošop, javna biblioteka i arhiv, muzički studio, krovna organizacija za grupe iz bivše jugoslavije i udruženje turskih radnika. Često se održavaju koncerti, diskusije i tribine. Ljudi sa svih strana sveta žive u kući. 
EKH definiše sebe kao „mesto diskusije, informisanja i otpora protiv dominantnih uslova života nedostojnih života, ovde i svuda“. 

## Projekti
- Arhiv društvenih pokreta
- Radionica za bicikle
- Udruženje turskih radnika i omladine u Austriji
- Besplatne konsultacije za azilante i emigrante
- Besplatan privremeni smeštaj za izbeglice
- Ženske grupe i radionice
- Domaćice (Hausfrauen)
- Infomaden (infošop)
- Kvir grupa
- Rechtshilfebeisl (pank grupa protiv represije)
- Rosa Antifa (lokalna antifašistička grupa)
- Udruženje za audio-vizuelno samoodređenje
- Narodna biblioteka
- Narodno pozorište „Volxtheater Favoriten“

## Slogani
- Zemlja onima koji je obrađuju.
- Sredstva za rad onima koji ih koriste.
- Kuće onima koji u njima žive.

## Spoljašnje veze
- Sajt EKH
- Protesti protiv iseljenja EKH